# Милорадовка (Криничанский район)
Милорадовка (укр. Милорадівка) — посёлок,
Покровский сельский совет,
Криничанский район,
Днепропетровская область,
Украина.
Код КОАТУУ — 1222085006. Население по переписи 2001 года составляло 170 человек.

## Географическое положение
Посёлок Милорадовка находится в 1,5 км от села Червоный Орлик.
Через посёлок проходит железная дорога, станция Милорадовка.